# De zes dochters Boissevain
De zes dochters Boissevain is een schilderij van Thérèse Schwartze in het Amsterdam Museum.

## Voorstelling
Dr. Charles Ernest Henri Boissevain (1868-1940), lid van de familie Boissevain, was een Amsterdamse ammoniakfabrikant. Hij was daarnaast onder meer bestuurslid bij het Concertgebouw, gemeenteraadslid en lid van de Provinciale Staten. Zijn vrouw Maria Barbera Pijnappel (1870-1950) was voorzitster van de Nederlandsche Bond voor Vrouwenkiesrecht, lid van Provinciale Staten voor de Vrijheidsbond en algemeen voorzitter van de Maatschappij tot Nut van 't Algemeen. Het echtpaar kreeg tien kinderen, onder wie zes dochters, die beschermd werden opgevoed onder de hoede van een kindermeisje.
Thérèse Schwartze (1851-1918) was een bekend portretschilderes. Ze portretteerde de jonge dames in haar atelier. De meiden, in leeftijd variërend van zes tot negentien jaar, worden weergegeven in een setting met een gordijn, en staande achter een balustrade versierd met een guirlande.
Van links naar rechts: in gele jurk Catharine Josephine (Teau) Boissevain (1905-2002), dan Maria Cornelia (Mary) Boissevain (1899-1995), in witte jurk en zwarte strik Elisabeth Antonia (Els) Boissevain (1907-2001), staand erachter Helena Catharina Justina (Heentje) Boissevan (1897-1993), leunend op haar handen Dieuke Machteld Hilda Boissevain (1910-1987) en met hoed Emily Héloïse Boissevain (1903-1968).
Het olieverfschilderij is rechthoekig en 146 x 130,5 cm groot. Het was eind 1916 in het openbaar te zien bij de tentoonstelling van leden van de kunstenaarsvereniging Sint Lucas in het Stedelijk Museum Amsterdam. In 1919, na het overlijden van Thérèse Schwartze, werd het schilderij opnieuw in het Stedelijk getoond, bij een overzichtstentoonstelling met 163 van haar werken. Het schilderij was familiebezit tot het in 1990 door Teau Huisken-Boissevain aan het Amsterdam Museum werd geschonken.

## Toeschrijving en datering
Het schilderij is rechtsonder gesigneerd Th. v. Duyl-Schwartze en het jaartal 1916.